# Mashle
Mashle: Magic and Muscles (яп. マッシュル-MASHLE-, Masshuru, укр. Машл: Магія та М'язи) — японська серія манґи, написана та проілюстрована Хаджіме Комото. Серіал виходив у щотижневому журналі Weekly Shonen Jump видавництва Shueisha з січня 2020 року по липень 2023 року, а його розділи були зібрані у 18 томів-танкобонів. Аніме-адаптація телесеріалу виробництва A-1 Pictures виходила в ефір з квітня по липень 2023 року. Другий сезон транслювався з січня по березень 2024 року. Анонсовано продовження аніме-серіалу.

## Сюжет
Молодий хлопець на ім'я Маш — головний герой блискучої та захопливої історії. Він прагне вступити до чарівної академії і стати видатним учнем цього місця. Попри те, що у Маша немає серйозних надприродних здібностей, він не втрачає надії і продовжує тренуватися і розвиватися. У нього відмінно розвинена мускулатура, що є його секретною зброєю в бою.
Маш має силу і волю до перемоги, а також вміє приховати свої чарівні здібності від оточуючих. Він не бажає нікого посвячувати у свою подібну таємницю, але незабаром стає ясно, що в його мускулатурі приховані неймовірні магічні властивості. Юнак не здається і продовжує боротьбу за свою мрію, доводячи всім, що справжня магія полягає в сильній волі та прагненні до мети.

## Медіа

### Манґа
Mashle: Magic and Muscles, написаний та проілюстрований Хаджіме Комото, було серіалізовано у щотижневому журналі Weekly Shonen Jump видавництва Shueisha з 27 січня 2020 року до 3 липня 2023 року. Shueisha зібрали розділи манґи у 18 танкобонів.
Манґа опублікована в цифровому вигляді Viz Media та Manga Plus англійською мовою.

#### Список томів
| №  | Дата виходу    | ISBN                   |
| -- | -------------- | ---------------------- |
| 1  | 4 червня 2020  | ISBN 978-4-08-882329-4 |
| 2  | 4 серпня 2020  | ISBN 978-4-08-882377-5 |
| 3  | 2 жовтня 2020  | ISBN 978-4-08-882425-3 |
| 4  | 4 січня 2021   | ISBN 978-4-08-882526-7 |
| 5  | 4 березня 2021 | ISBN 978-4-08-882575-5 |
| 6  | 30 квітня 2021 | ISBN 978-4-08-882639-4 |
| 7  | 4 серпня 2021  | ISBN 978-4-08-882728-5 |
| 8  | 4 жовтня 2021  | ISBN 978-4-08-882787-2 |
| 9  | 3 грудня 2021  | ISBN 978-4-08-882844-2 |
| 10 | 4 березня 2022 | ISBN 978-4-08-883036-0 |
| 11 | 2 травня 2022  | ISBN 978-4-08-883097-1 |
| 12 | 4 липня 2022   | ISBN 978-4-08-883159-6 |
| 13 | 4 жовтня 2022  | ISBN 978-4-08-883258-6 |
| 14 | 2 грудня 2022  | ISBN 978-4-08-883403-0 |
| 15 | 3 лютого 2023  | ISBN 978-4-08-883426-9 |
| 16 | 4 квітня 2023  | ISBN 978-4-08-883447-4 |
| 17 | 4 липня 2023   | ISBN 978-4-08-883568-6 |
| 18 | 4 жовтня 2023  | ISBN 978-4-08-883668-3 |

### Аніме
У липні 2022 року було анонсовано аніме-адаптацію манґи. Студією є A-1 Pictures, режисером — Томоя Танака, сценарій написав Йоске Курода, дизайн персонажів — Хісасі Тосіма, а музику — Масару Йокояма. Як повідомляє офіційний сайт серіалу, це буде «повна» адаптація аніме. Перший сезон транслювався на Tokyo MX та інших мережах з 8 квітня по 1 липня 2023 року. Головною піснею для першого сезону є «Knock Out» Таїку Оказакі, а завершальною — «Shū Cream Funk» (яп. シュークリーム・ファンク) від Philosophy no Dance.
Другий сезон було оголошено після виходу в ефір дванадцятої серії. Прем'єра відбулася 6 січня 2024 року. Головною піснею другого сезону є «Bling-Bang-Bang-Born» від Creepy Nuts. а кінцевою темою є «Tokyo's Way» (яп. トーキョーズ・ウェイ！, Tōkyōzu Uei!) від Shiritsu Ebisu Chugaku.
Компанія Aniplex of America показала англійську версію анонсу відео на своїй панелі Anime Expo 3 липня 2022 року. 21 лютого 2023 року Crunchyroll оголосили, що транслюватимуть серіал; прем'єра англійського дубляжу відбулася 26 травня того ж року. Medialink ліцензували серіал в Азіатсько-Тихоокеанському регіоні.
У травні 2024 року було анонсовано продовження телесеріалу.

### Романи
Кійоко Хоші написала три романи за серіалом; перший, під назвою Mashle: Mash Burnedead to Bōken no Sho 1 (яп. マッシュル-MASHLE- マッシュ・バーンデッドと冒険の書 1, укр. «Машл: Маш Бернедед і Книга Пригод 1») , вийшов 2 травня 2022 року; другий, Mashle: Mash Burnedead to Fukkatsu no Jumon (яп. マッシュル-MASHLE- マッシュ・バーンデッドと復活の呪文, «Машл: Маш Бернедед і Заклинання Воскресіння»), вийшов 4 квітня 2023 року.; і третій, Mashle: Mash Burnedead to Gangan Ikōze (яп. マッシュル-MASHLE- マッシュ・バーンデッドとガンガンいこうぜ, «Maшл: Mаш Бернедед і Вихід з Шумом») , вийшов 4 жовтня того ж року.

### Сценічні вистави
У квітні 2023 року було оголошено про театральну адаптацію манґи. Вистава йшла в залі C Токійського міжнародного форуму з 4 по 11 липня та в театрі AiiA 2.5 Theater Kobe в Хьоґо з 15 по 17 липня. Постановником став Імейджин Іто, сценарій написав Шінджіро Камеда, музику написав Шінґо І, слова Юдзі Міцуя, а хореографію поставив Умебоу.
Другу сценічну адаптацію було анонсовано в грудні 2023 року, і заплановано на 3 квартал 2024 року.

## Сприйняття

### Манґа
У червні 2020 року повідомлялося, що перший том серії показав себе досить добре, щоб його розкупили. До квітня 2021 року тираж манґи перевищив 1,4 мільйона копій; понад 2,1 мільйона примірників у тиражі до серпня того ж року; понад 3 мільйони примірників у тиражі до березня 2022 року; тираж понад 4 мільйони примірників до листопада того ж року; тираж понад 5 мільйонів примірників до квітня 2023 року; і понад 6 мільйонів примірників у тиражі до листопада 2023 року.
У 2020 році манґа була номінована на шосту премію Next Manga Awards і посіла одинадцяте місце з 50 номінантів із 12 894 голосами. Серія посіла третє місце в рейтингу «Рекомендовані комікси 2021 року працівниками національного книжкового магазину» на веб-сайті Honya Club. 2021 року Машл був номінований на 67-му премію Shogakukan Manga Award у категорії сьонен.
Nippon Foundation занесли манґу до свого списку «5 рекомендованих манґ, доступних англійською мовою» та написали: «Комічні сцени героїв, які мучать один одного, читаються весело, без почуття огиди. У кумедній формі історія показує, як, розвиваючи спеціальні навички, можна подолати негаразди». Пишучи для Le Figaro, Клеменс Балландрас зробила позитивну рецензію на серіал і написала, що він «поєднує в собі дуже специфічний всесвіт манґи зі всесвітом Гаррі Поттера, водночас додаючи гарну дозу гумору» Ребекка Сільверман з Anime News Network поставила першому тому B+. Сільверман похвалила серіал за його гумор, назвавши його «пародією на Гаррі Поттера з відтінками One-Punch Man». Сільверман, однак, написала, що окрім Маш, решта персонажів «забуваються», і сказала, що стиль рисовки «досить непривабливий», порівнюючи його з Mob Psycho 100. Однак, вона дійшла висновку: «[Це] не виглядає красиво, але це і не потрібно, що робить цю манґу гарним доповненням до бібліотеки гумористичної манґи».
Шина Макнейл із Sequential Tart поставила першому тому 7 із 10. Макнейл також відзначила схожість з One-Punch Man і Гаррі Поттером, похвалившли також його історію та стиль рисовки, підсумувавши: «Мені дуже сподобалося читати це. Це стримано смішно. манґа має недоліки, але також має потенціал, і я з нетерпінням чекаю, куди вона піде далі». У рецензії на другий том Макнейл поставила йому 8 і написала: «Якщо ви хочете дії, гумору та магії, ця історія вдарить вас по голові всіма трьома».

### Аніме
Аніме-серіал посів п'яте місце в опитуванні веб-сайту Simeji Ranking серед 10 найулюбленіших аніме першої половини 2023 року.
«Машл» був номінований на 8-ій церемонії Crunchyroll Anime Awards у чотирьох категоріях: Найкраща комедія, Найкраще фентезі, Найкраща іспанська озвучка (Герардо Ортега в ролі Маша Бернедеда) та Найкраща кастильська озвучка (Девід Флорес в ролі Дота Барретта).